# No One (utwór muzyczny Mai Keuc)
No One, także Vanilija – utwór słoweńskiej piosenkarki Mai Keuc, wydany w 2011. Piosenkę napisali Matjaž Vlašič i Urša Vlašič.
Utwór wygrał festiwal EMA 2011, dzięki czemu reprezentował Słowenię w 56. Konkursie Piosenki Eurowizji. Przed półfinałem Eurowizji piosenka została przetłumaczona na język angielski.
9 kwietnia 2011 ukazał się oficjalny teledysk do piosenki, który został nagrany w ogrodzie zoologicznym w Lublanie z udziałem grupy tanecznej „Maestro”. 
Utwór dotarł do pierwszego miejsca listy przebojów w Słowenii.